# Cremastus audax
Cremastus audax är en stekelart som först beskrevs av Cresson 1872.  Cremastus audax ingår i släktet Cremastus och familjen brokparasitsteklar. Inga underarter finns listade i Catalogue of Life.